# Paul Vredeman de Vries
Paul Vredeman de Vries (Antwerpen, 1567 - Amsterdam, 1617 was een Zuid-Nederlands kunstenaar. Zijn specialiteit was het architecturaal schilderen met een voorkeur voor kerkinterieurs.

## Biografie
Vredeman de Vries was een leerling van Hans Vredeman de Vries. Hij verliet Antwerpen en was enige tijd actief in het buitenland waaronder in Danzig (1592-1595), Praag (1596-1599). Vervolgens was hij vanaf 1599 werkzaam te Amsterdam tot aan zijn dood. 
Hij was de zoon van Hans Vredeman de Vries en de broer van Salomon Vredeman de Vries.
Daarnaast was hij meester van onder andere Hendrick Aerts en Isaak van den Blocke.

## Werken
Werken van hem hangen onder andere in de Biblioteca Apostolica Vaticana, Kunsthistorisches Museum, Los Angeles County Museum of Art en het Koninklijk Museum voor Schone Kunsten van België.

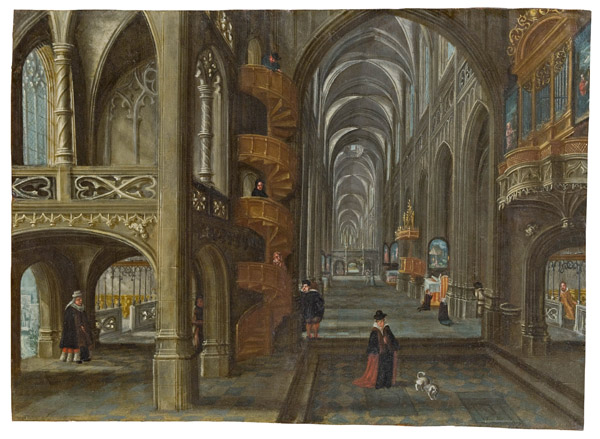
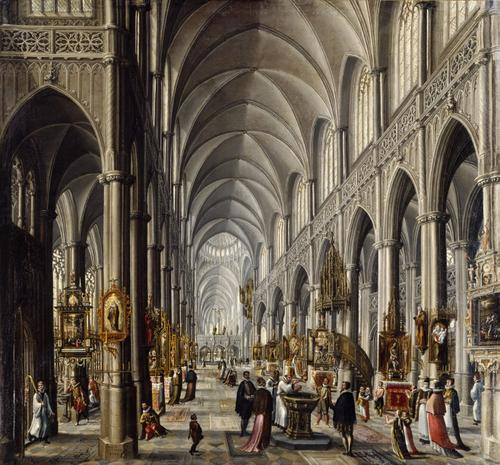
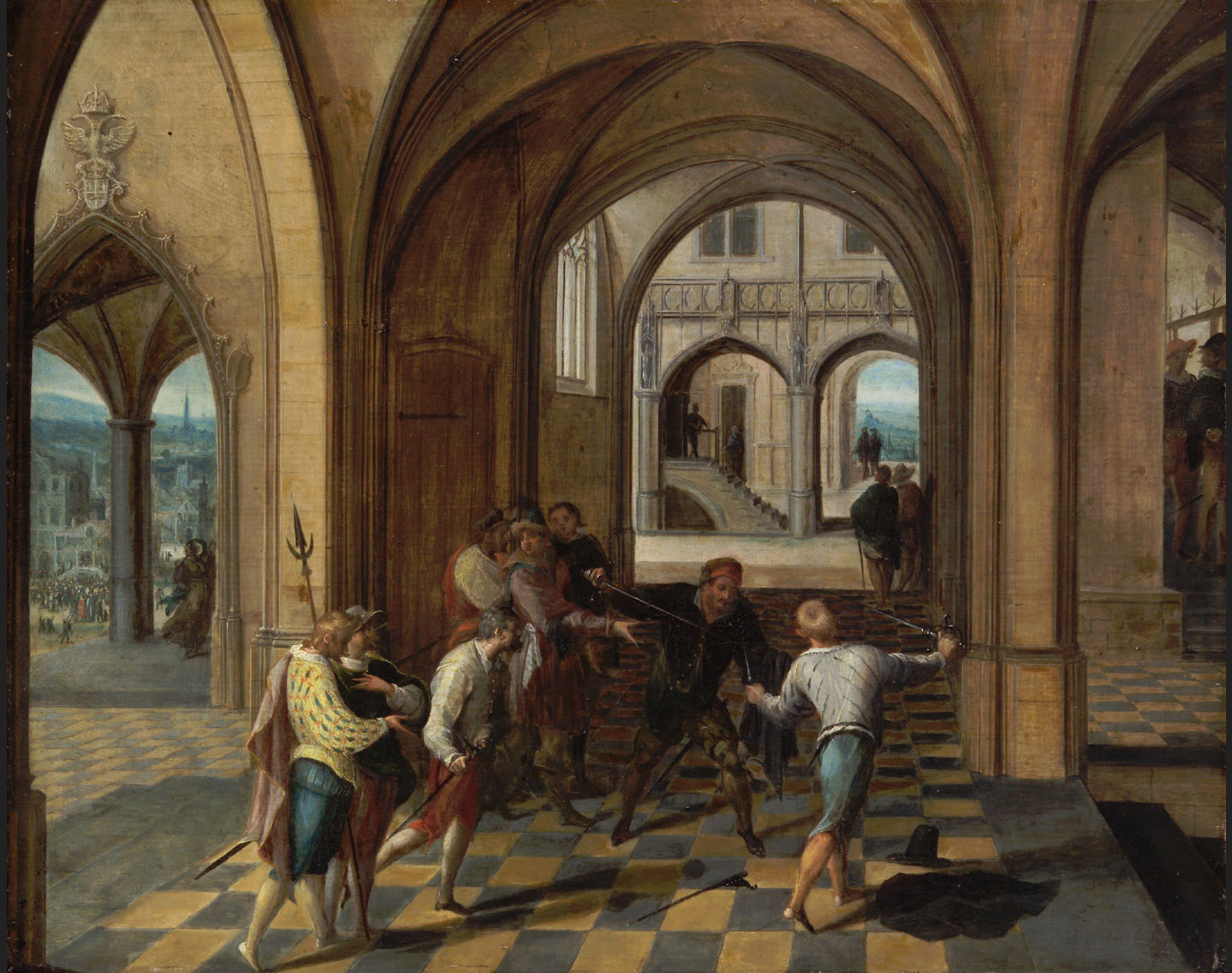
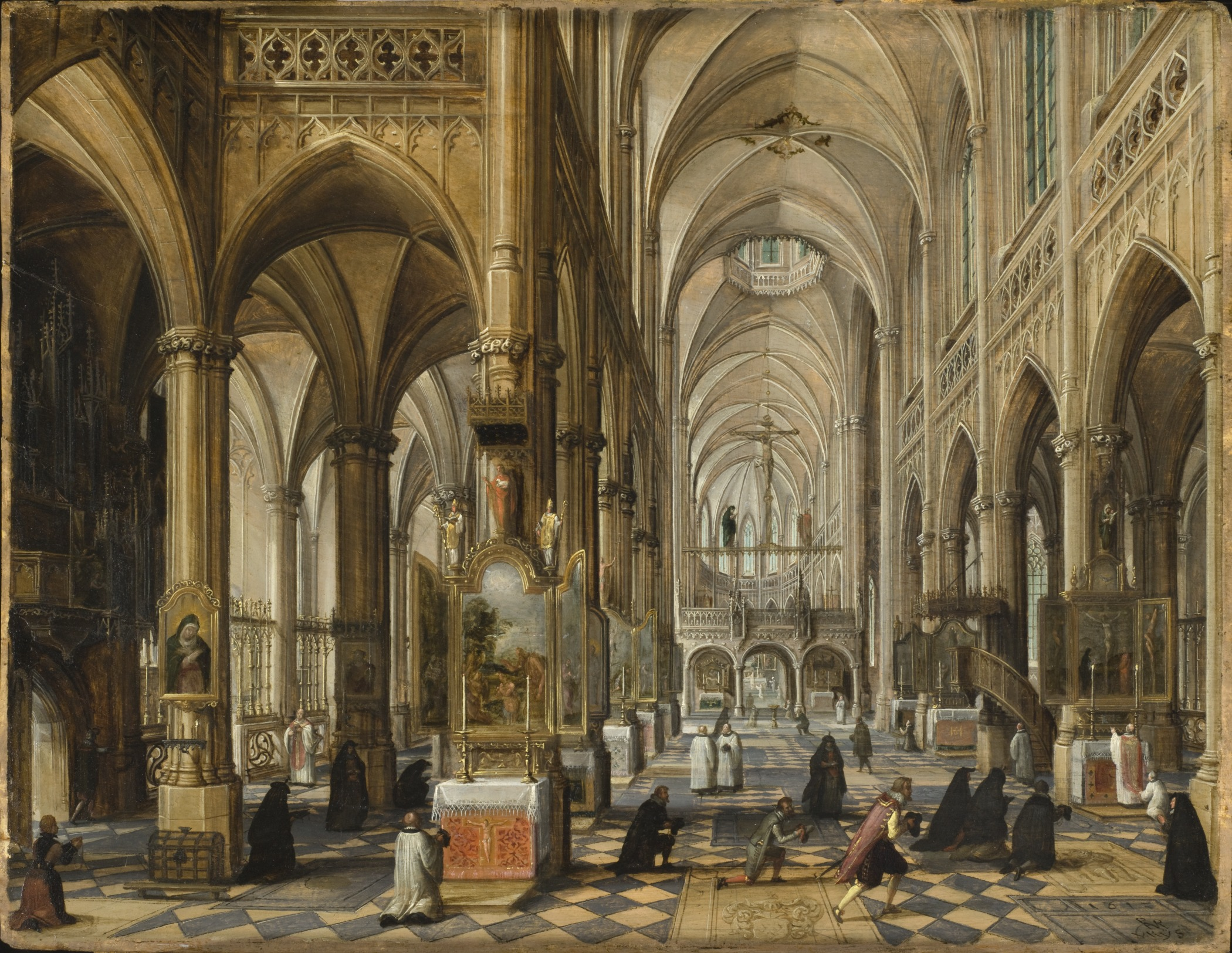
Interieur van een gotische kerk (1612)
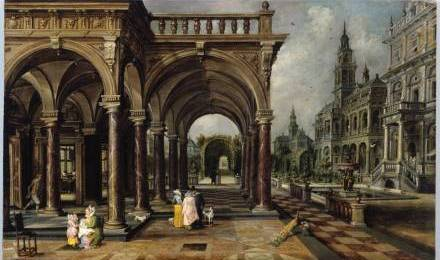
Samen met Jan Brueghel (I)
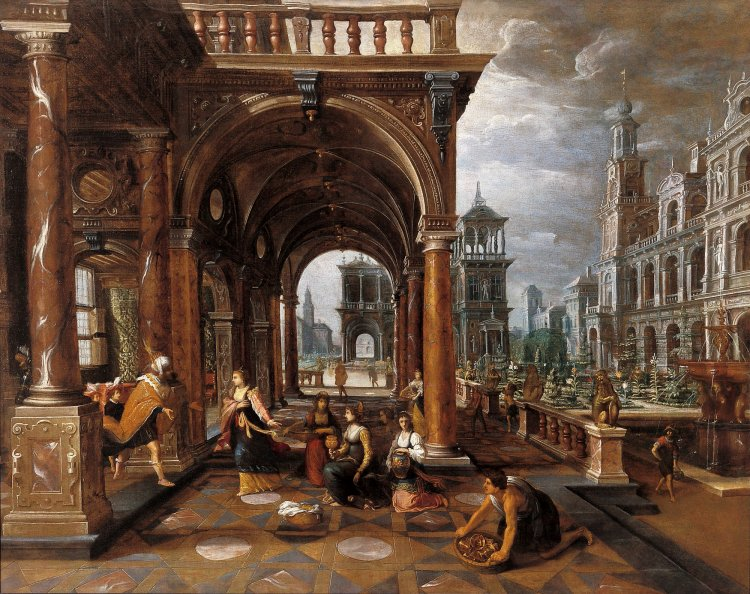
Solomon en Sheba, () samen met Adriaen van Nieulandt
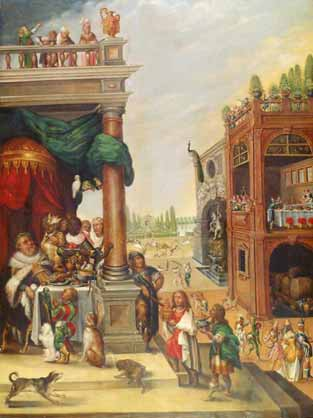
Renaissancefeest (+-1600), samen met Hans Vredeman de Vries

- Bibliothèque nationale de France: cb145307709 (data)
- Biografisch Portaal: 43906273
- Gemeinsame Normdatei: 121635775
- International Standard Name Identifier: 0000 0000 7817 7413
- Nationale Bibliotheek van Tsjechië: hka2010571184
- Nederlandse Thesaurus van Auteursnamen: 142604704
- RKD-Nederlands Instituut voor Kunstgeschiedenis: 82013
- Système universitaire de documentation: 085232246
- Virtual International Authority File: 120607363
- WorldCat: E39PBJbCQHFWyHRKvpYgfMDTHC